# Страусовые
Стра́усовые (лат. Struthionidae) — семейство птиц из отряда страусообразных. В семействе описано 3 рода и 18 видов, в том числе современных 1 род и 2 вида: африканский страус (Struthio camelus Linnaeus, 1758) и сомалийский страус (Struthio molybdophanes Reichenow, 1883).
В ископаемой яичной скорлупе страусовых из танзанийских местонахождений Лаэтоли (3,8 млн лет) и Олдувай (1,3 млн лет) обнаружен самый древний известный на 2016 год белок.

## Классификация
В семействе описано три рода:
- † Pachystruthio Kretzoi, 1954
- † Palaeotis Lambrecht, 1928 (монотипический)
- Struthio Linnaeus, 1758 — Африканские страусы